# Roma Sub Rosa
Roma Sub Rosa è una serie di romanzi scritti dall'autore statunitense Steven Saylor, incentrati sulla figura dell'investigatore romano Gordiano il cercatore. I romanzi sono ambientati nella prima metà del I secolo a.C. e vedono il protagonista impegnato insieme a famosi personaggi realmente esistiti, quali Marco Tullio Cicerone e Lucio Cornelio Silla.

## Il protagonista
Gordiano il cercatore vive grazie il suo ingegno, venendo ingaggiato di volta in volta per indagare su crimini e altri casi dai suoi clienti romani come Marco Tullio Cicerone. Inizialmente, vive in una casa sconnessa sul Colle Esquilino a Roma con la sua famiglia; ma in seguito eredita una fattoria in Etruria. Successivamente la scambia con una casa sul Palatino, lasciando la sua casa più vecchia a suo figlio Eco.
Gordiano mostra non solo le normali capacità deduttive e percettive dei compagni detective di tutti i romanzi e tutte le età, ma un notevole dono di indurre tutti i tipi di personaggi, senza nessuna costrizione, a confidargli anche i loro segreti, i desideri e le intenzioni più nascosti.
Gordiano nei romanzi di cui è protagonista interagisce con personaggi storici famosi della Roma Antica quali Silla, Cicerone, Marco Crasso, Catullo, Catilina, Pompeo, Giulio Cesare, Quinto Sertorio e Marco Antonio.
Il primo romanzo di Gordiano, Sangue su Roma, si basa su un processo realmente tenutosi nel 80 a.C. nel quale Sesto Roscio, accusato di parricidio , era difeso da Marco Tullio Cicerone (aiutato dal suo schiavo Marco Tullio Tirone). Il crimine prevede una punizione unica, che Saylor descrive nel romanzo in modo raccapricciante.
Per essere un antico romano, Gordiano ha una famiglia non convenzionale. Sua moglie Bethesda è la sua ex concubina egiziana, che egli aveva acquistato come schiava ad Alessandria. Il figlio maggiore adottato, Eco, era inizialmente muto ed ha finito col seguire le orme di suo padre come investigatore; un altro figlio adottivo, Meto, si allontana da suo padre diventando un soldato e una spia, anche se poi avviene una riconciliazione tra i due; mentre il figlio adottivo più giovane, Rupa, è il fratello di Cassandra, un amore adultero per Gordiano. L'unico discendente ufficiale del suo sangue è sua figlia Diana, una giovane donna intellettuale e testarda, che rimane incinta di uno schiavo di nome Davus che in seguito sposa. Gordiano e la sua famiglia avevano un gatto di nome Bast (dal nome di una divinità egiziana), ma Bast viene ucciso nel corso del libro Sangue su Roma da uno dei nemici di Gordiano, che cerca anche di uccidere Bethesda. Negli anni successivi, Bethesda acquisisce altri gatti: di solito, uno si chiama Bast.
Gordiano è pervaso sempre da un profondo senso di giustizia e le sue azioni sono sempre improntate ad una etica profonda che spesso stride con le mire e gli interessi dei suoi stessi committenti.
Pacifista, Gordiano mostra una successiva aspra critica alle azioni di quasi tutti i personaggi storici mostrati nella serie ed alle sanguinose conseguenze di queste azioni sui normali cittadini romani. Rimane un repubblicano nel cuore, nonostante sia testimone dello sgretolamento dell'antico stato e dell'inizio del futuro impero romano.

## Elenco pubblicazioni serie Roma sub Rosa

### Romanzi che hanno come protagonista il giovane Gordiano
- The Seven Wonders (2012), è un prequel rispetto alla serie principale che racconta il viaggio del giovane Gordiano per vedere le Sette Meraviglie del Mondo Antico a partire dal 92 a.C.
- Raiders of the Nile (2014) è il seguito diretto di The Seven Wonders, sulle ulteriori avventure del giovane Gordiano in Egitto e un complotto per rubare il sarcofago d'oro di Alessandro Magno.
- Wrath of the Furies (2015) è un sequel diretto di Raiders of the Nile, dove il giovane Gordiano deve viaggiare in incognito nelle terre governate da Mitridate VI del Ponto (Mitridate il Grande).

### Romanzi della serie principale
- Roman Blood (1991) (Sangue su Roma, 2007), in cui Gordiano ha a che fare con il grande oratore ed avvocato Cicerone nell'anno 80 a.C., mentre sta per affrontare la difesa di Sesto Roscio Amerino.
- The House Of The Vestals (1997) (raccolta di brevi racconti apparsi più tardi, ma inerenti al periodo storico intercorrente tra il primo e il secondo romanzo).
- A Gladiator Dies Only Once (2005) (altra serie di racconti ambientata tra il primo e secondo romanzo).
- Arms of Nemesis (1992) (Lo schiavo di Roma, 2008), sulla rivolta degli schiavi di Spartaco nel 72 a.C.
- Catilina's Riddle (1993) (L'enigma di Catilina, 2009), con protagonista Cicerone durante la congiura di Catilina nel 63 a.C.
- The Venus Throw (1995) (Delitto sul Palatino, 2010), con il poeta Catullo, ambientato durante il processo di Marco Celio nel 56 a.C.
- A Murder On The Appian Way (1996) (Omicidio sulla via Appia, 2011), ambientato appena prima della guerra civile tra Cesare e Pompeo.
- Rubicon (1999), dopo l'attraversamento del Rubicone da parte di Cesare e lo scioglimento del Senato, che ha portato Roma alla guerra civile.
- Last Seen In Massilia (2000), ambientato a Massilia (Marsiglia) durante l'assedio della città da parte degli uomini di Cesare.
- Mist Of Prophecies (2002), ambientato durante la guerra civile a Roma, divisa tra speranze e paure.
- The Judgement Of Caesar (2004), ambientato in Egitto, quando Cesare incontra la regina Cleopatra nel 48 a.C.
- The Triumph of Caesar (2008), ambientato a Roma durante il trionfo di Cesare del 46 a.C.
- The Throne of Caesar (2018), ambientato a Roma durante l'omicidio di Cesare del 44 a.C. ed è il romanzo conclusivo (almeno dal punto di vista cronologico) della serie Roma Sub Rosa.